# Авеню Гоша
Авеню́ Го́ша (фр. Avenue Hoche) — парижская улица в VIII округе города. Одна из 12 широких улиц, отходящих от площади Шарля Де Голля.

## Расположение

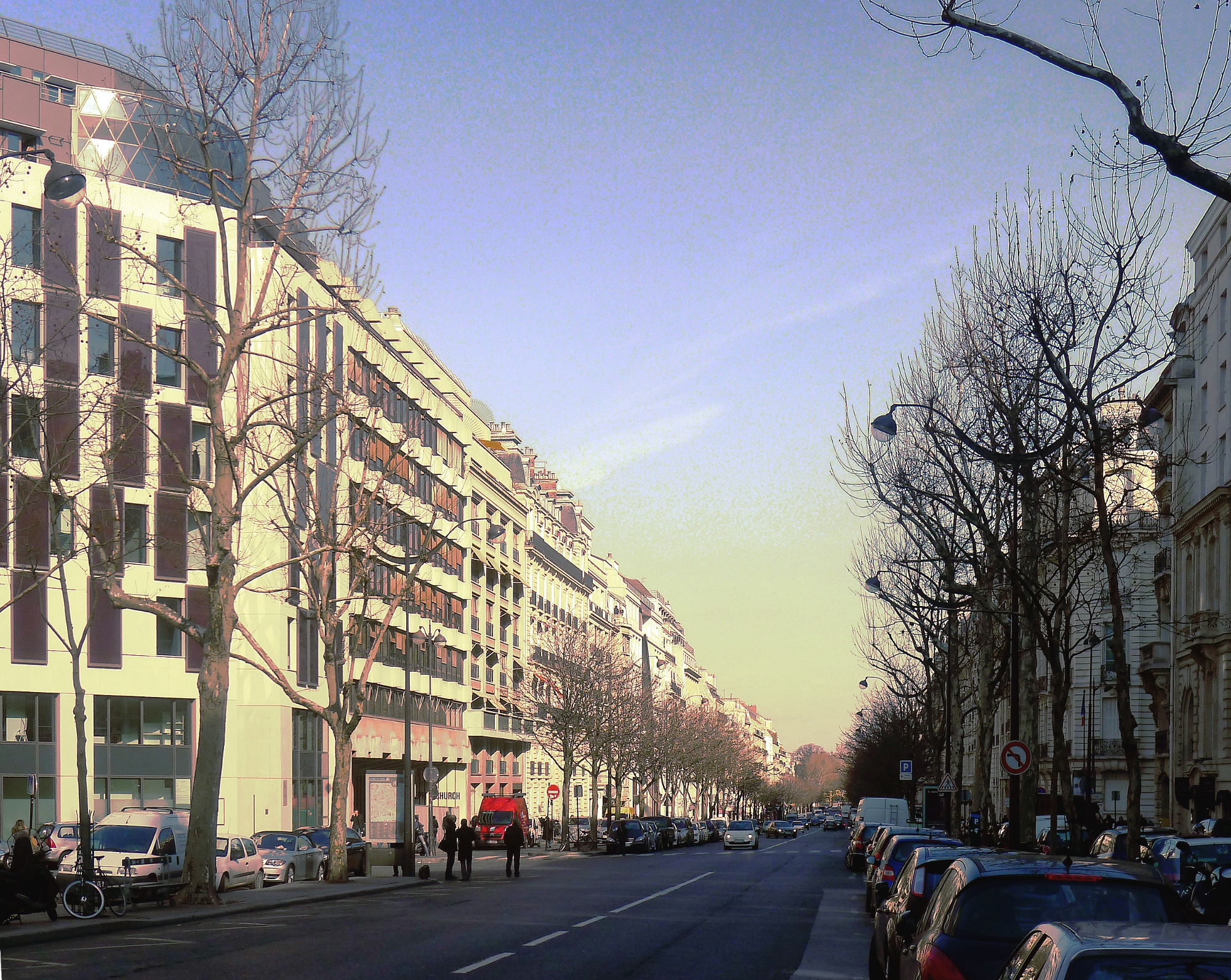
Вид на авеню со стороны парка Монсо

Авеню начинается от улицы Курсель, 67 и площади Генерала Брокара и заканчивается у площади Шарля де Голля близ Триумфальной арки.

## Название
Первоначально улица называлась бульвар Монсо.
Во времена второй Французской империи она называлась авеню королевы Гортензии, в честь матери Наполеона III.
Свое нынешнее название авеню Гош получила в 1879 году. Названа в честь французского революционера Луи-Лазара Гоша.

## Известные жители
- Пьер-Жан де Беранже, поэт;
- Поль Клодель поэт;
- Габриэль Аното, дипломат;
- Арсен Уссе, писатель;
- Жорж Ю, композитор;
- Анна де Нодай, писательница[3];
- Даниил Поляков, предприниматель.

## В культуре
Здесь происходит последняя сцена фильма «Армия Теней» (1969).